# Hr.Ms. Hellevoetsluis (1987)
Hr.Ms. Hellevoetsluis (M 859) is een Nederlandse mijnenjager van de Alkmaarklasse en het vierde schip vernoemd naar de op Voorne-Putten gelegen stad Hellevoetsluis. Het schip is gebouwd door de scheepswerf van der Giessen de Noord in Alblasserdam.

## Buitendienststelling
Vanwege de bezuinigingen is Hr.Ms. Hellevoetsluis vanaf 14 oktober 2011 buiten dienst gesteld.